# Messier 70
M70 (Messier 70 / NGC 6681) is een bolvormige sterrenhoop in het sterrenbeeld Schutter. Hij werd in 1780 door Charles Messier ontdekt en vervolgens door hem opgenomen in zijn catalogus van komeetachtige objecten als nummer 70.
Messier 70 ligt op ongeveer dezelfde afstand van ons af als zijn buur Messier 69 en heeft ook ruwweg dezelfde afmetingen en helderheid. Er zijn slechts twee veranderlijke sterren in deze bolhoop waargenomen.
Vanaf de Aarde gezien bevindt de bolvormige sterrenhoop Messier 70 zich ongeveer halfweg op de denkbeeldige lijn tussen de sterren Ascella en Kaus Australis die beiden het bodemgedeelte van het gemakkelijk herkenbare asterisme Theepot (Teapot) uitbeelden. Tijdens de culminatie klimt Messier 70, net als Messier 69, gezien vanuit de Benelux, tot 6 en een halve graad boven de zuidelijke horizon.